# Allium gunibicum
Allium gunibicum — вид рослин з родини амарилісових (Amaryllidaceae); ендемік Дагестану. Період цвітіння: липень — серпень.

## Поширення
Ендемік Дагестану. Зростає в середньому гірському поясі на сухих вапнякових і трав'янистих схилах.